# Coras montanus
Coras montanus är en spindelart som först beskrevs av James Henry Emerton 1890.  Coras montanus ingår i släktet Coras och familjen mörkerspindlar. Inga underarter finns listade i Catalogue of Life.